# Иновроцлавское воеводство
Иновроцлавское воеводство (лат. Palatinatus Iuniuladislaviensis, пол.  Województwo inowrocławskie) — административно-территориальная единица Королевства Польского и Речи Посполитой. Существовало в XIV веке — 1772 году.
Иновроцлавское воеводство было создано на основе земель Иновроцлавского княжества. Входило в состав Великопольской провинции, принадлежало к региону Великопольша и исторической области Куявия. Располагалось в западной части Речи Посполитой, на севере Великой Польши. Центр воеводства — город Иновроцлав. Возглавлялось воеводами иновроцлавскими. Сеймик воеводства собирался в городе Радзеюв.
Иновроцлавское воеводство представляли 2 сенатора в Сенате Речи Посполитой, состояло из пяти поветов. В 1772 году площадь воеводства — 5877,13 км², население по переписи 1790 года — 51 507 чел.
В 1772 году по Первому разделу Речи Посполитой Иновроцлавское воеводство было ликвидировано и аннексировано Прусским королевством. Территория воеводства вошла в состав прусского округа Нетце, а с 1807 года — в провинцию Западная Пруссия.
До 1420 года называлось Гневковским воеводством (Województwo gniewkowskie), центром его был город Гневково.

## Административное деление
- Быдгощский повят — Быдгощь
- Добжинский повят — Добжинь
- Иновроцлавский повят — Иновроцлав
- Рыпинский повят — Рыпин
- Липновский повят — Липно